# Gerardo Quiroz
Pour les articles homonymes, voir Quiroz.
Gerardo Quiroz est un acteur et animateur mexicain né à México le 14 septembre 1966. Il a un diplôme en communication et relations publiques de l'Université latino-américaine (ULA), Mexico. Il est diplômé summa cum laude avec une thèse sur « L'acteur en tant que communicateur social dans cinématographes ».
Depuis 1978, il a commencé sa carrière d'acteur en participant à plus de 120 spots TV pour les grandes marques commerciales. Film a participé en tant qu'acteur dans 18 films mettant en évidence son implication dans des films comme « Friend » (réalisé par Oliver Stone), « La guerre d'un homme » (opposé Anthony Hopkins), entre autres.

## Filmographie

### Comme acteur
Au cinéma
- 1985 : Los náufragos del Liguria
- 1986 : Las inocentes de Felipe Cazals
- 1986 : Salvador d'Oliver Stone
- 1986 : Los piratas de Gabriel Retes
- 1987 : Macho y hembras de Julián Pastor
- 1987 : Mariana, Mariana d'Alberto Isaac
- 1990 : ¡Maten a Chinto! d'Alberto Isaac
- 1993 : Vigilante nocturno de Sergio Goyri
- 1995 : Me tengo que casar/Papá soltero de Manuel García Muñoz

À la télévision
- 1986 : Papá soltero
- 1991 : One Man's War
- 1996 : Confidente de secundaria
- 1999 : Tres mujeres
- 2002 : Mujer, casos de la vida real
- 2002 : Así son ellas
- 2005 : Contra viento y marea
- 2005 : Bajo el mismo techo

### Comme scénariste, réalisateur et producteur
- 2005 : Bajo el mismo techo (série télévisée)